# Matru Ki Bijlee Ka Mandola
Matru Ki Bijlee Ka Mandola (मटरू की बिजली का मंडोला) è un film del 2013 diretto da Vishal Bhardwaj.
Il regista è anche produttore con la casa di produzione Fox Star Studios. Bhardwaj ha anche co-sceneggiato la pellicola e si è occupato anche della musica.
Il film è stato diffuso in tutto il mondo l'11 gennaio 2013.

## Trama
Ambientato in un villaggio di Haryana, Harry Mandola è un grande uomo d'affari. Desidera la terra dei poveri contadini e fa di tutto per possederla in modo da costruirci una fabbrica enorme. Hukum Singh Matru è il migliore aiutante di Mandola.
Bijlee è la figlia di Mandola. Mandola pianifica di far sposare la figlia con Badal, figlio del potente politico Chaudhari Devi la cui firma potrebbe aiutare Mandola nel realizzare il suo sogno di allestire una fabbrica nel villaggio. Matru simpatizza con gli abitanti del villaggio e li guida nel contrastare la vendita della loro terra. Presto, anche Bijlee si unisce a Matru per aiutarlo.